# Bernie Bickerstaff
Bernard Tyrone Bickerstaff, detto Bernie (Benham, 11 febbraio 1944), è un ex cestista, allenatore di pallacanestro e dirigente sportivo statunitense, professionista nella NBA.

## Biografia
È padre di John Blair, detto J.B, attuale coach dei Detroit Pistons.

## Carriera
Il 9 novembre 2012 ha assunto l'interim della carica di capo allenatore dei Los Angeles Lakers, dopo l'esonero di Mike Brown. Ha mantenuto l'incarico anche dopo la nomina a capo allenatore della squadra californiana di Mike D'Antoni, il quale è stato impossibilitato a sedere sulla panchina a causa di un intervento al ginocchio. Bickerstaff ha guidato i Lakers dalla panchina per cinque partite.

## Palmarès
- 2 volte campione IBL (2000, 2001)
- 2 volte IBL Coach of the Year (2000, 2001)